# Quihua
Quihua es una isla del sur de Chile localizada en la comuna de Calbuco, Región de Los Lagos. Con una superficie de 29,5 km², es la tercera más grande del archipiélago de Calbuco, después de Puluqui y Huar. Según el censo de 2017, tiene 1784 habitantes. Se encuentra conectada al continente mediante un pedraplén.

## Descripción
La isla se localiza en el norte del golfo de Ancud, inserta en el continente y al oeste de la isla Calbuco. La rodea por el sureste el canal Caicaén y la separan del continente canales estrechos como lo son el Quihua (lado este) y San Antonio (lado oeste). Por el oriente también se encuentra la península de Cholche.
Sus principales poblados son San José —localizado en el lado sur de la isla y puerta de entrada a Quihua— y San Antonio, ubicado en el poniente, a orillas del canal del mismo nombre. Otros sectores son Yaco Alto y Yaco Bajo, localizados en el norte de la isla.

## Historia
El hallazgo de un cementerio indígena en el extremo norte de la isla en 2009 establece que la isla estuvo habitada por pueblos canoeros por lo menos 2000 años AP.
A diferencia de otras islas, en el siglo XVIII Quihua aún no estaba habitada como sí lo estaban las otras islas de Chiloé. El misionero jesuita Segismundo Guell, pese a su detallada descripción del archipiélago y sus pueblos e islas habitadas en un reporte escrito entre 1769 y 1770, se refiere a Quihua como «otra grande isla cuasi despoblada, y enfrente de ésta está la que propiamente se llama Calbuco», sin siquiera mencionar su nombre, mientras que es omitida completamente por el fray Pedro González de Agüeros en su Descripción historial de la provincia y archipiélago de Chiloé de 1791. No obstante, el explorador José de Moraleda la menciona como una de las islas habitadas tras su viaje por la zona entre los años 1787 y 1788.
Según el censo de 1854, cuando la isla aún pertenecía a la provincia de Chiloé, ya contaba con 644 habitantes, cifra que descendería en las décadas siguientes para repuntar después a contar de fines del siglo XIX.
Según una descripción de Luis Risopatrón, en la década de 1920 casi todos los habitantes de la isla se dedicaban a la fabricación de carbón y era la principal proveedora de Calbuco y alrededores.
Desde fines de la década de 1970 está unida al continente gracias a un pedraplén sobre el canal Quihua que conecta a la isla con el sector San Rafael de la comuna.

## Economía y servicios
Quihua es conocida a nivel local como la «huerta de Calbuco» y también por su producción de quesos. En los canales adyacentes —incluso en la laguna Poza Pureo en el sur de la isla— existen centros de cultivo, tanto de choritos como de salmón. Desde el siglo XXI, en tanto, el sector San José se ha convertido en un importante sector industrial de la comuna, debido al puerto Cabo Froward, el cual atiende principalmente  la industria acuícola, y al puerto petrolero de Copec, inaugurado en 2011.
La isla cuenta con una posta de salud rural en San Antonio y una estación de salud rural en Yaco Bajo. También existen escuelas, en los sectores San José y San Antonio. Por otro lado, también hay dos iglesias católicas representantes de la escuela chilota de arquitectura religiosa en madera, en San José y San Antonio. La construcción de esta última data de 1889.